# Кане де Салар
Кане де Салар (фр. Canet-de-Salars) насеље је и општина у јужној Француској у региону Миди Пирене, у департману Аверон која припада префектури Родез.
По подацима из 2011. године у општини је живело 419 становника, а густина насељености је износила 13,98 становника/km². Општина се простире на површини од 29,97 km². Налази се на средњој надморској висини од 850 метара (максималној 870 m, а минималној 713 m).

## Демографија
| 1962. | 1968. | 1975. | 1982. | 1990. | 1999. | 2011. |
| ----- | ----- | ----- | ----- | ----- | ----- | ----- |
| 419   | 510   | 485   | 440   | 440   | 379   | 419   |

График промене броја становника у току последњих година